# Cheloderus penai
Cheloderus penai är en skalbaggsart som beskrevs av Guillermo Kuschel 1955. Cheloderus penai ingår i släktet Cheloderus och familjen långhorningar. Inga underarter finns listade i Catalogue of Life.